# هورنی ویلموویتسه
هورنی ویلموویتسه (به چکی: Horní Vilémovice) یک منطقهٔ مسکونی در جمهوری چک است که در منطقه تربیچ واقع شده‌است.
 هورنی ویلموویتسه ۹٫۷۶ کیلومتر مربع مساحت و ۷۹ نفر جمعیت دارد و ۵۹۰ متر بالاتر از سطح دریا واقع شده‌است.